# 費爾菲爾德 (德克薩斯州)
費爾菲爾德（英語：Fairfield）是一個位於美國德克薩斯州弗里斯通縣的城市。根據2010年美國人口普查，該地共人口2951人，而該地的面積約為14.15平方千米。同時該地也是弗里斯通縣的縣治。

## 地理
費爾菲爾德的座標為31°43′19″N 96°09′29″W / 31.72194°N 96.15806°W，而該地的平均海拔高度為141米（即463英尺）。